# بیلوشا
بیلوشا (به صربی: Bjeluša) یک منطقهٔ مسکونی در صربستان است که در آرییه واقع شده‌است. بیلوشا ۳۵٫۵۶ کیلومتر مربع مساحت و ۴۵۲ نفر جمعیت دارد و ۹۲۱ متر بالاتر از سطح دریا واقع شده‌است.